# Погребська сільська рада (Драбівський район)
Погребська́ сільська́ ра́да — адміністративно-територіальна одиниця та орган місцевого самоврядування у Драбівському районі Черкаської області. Адміністративний центр — село Погреби.

## Загальні відомості
- Населення ради: 1 230 осіб (станом на 2001 рік)

## Історія
Черкаська обласна рада рішенням від 16 жовтня 2012 року у Драбівському районі перейменувала Погребівську сільраду на Погребську.

## Населені пункти
Сільській раді підпорядковані населені пункти:
- с. Погреби
- с-ще Бондарівка
- с. Гай

## Склад ради
Рада складається з 16 депутатів та голови.
- Голова ради: Пісний Петро Павлович

### Депутати
За результатами місцевих виборів 2010 року депутатами ради стали:

#### За суб'єктами висування
| Суб'єкт висування                                       | Кількість обраних депутатів | %    |
| ------------------------------------------------------- | --------------------------- | ---- |
| Самовисування                                           | 11                          | 68,8 |
| Політична партія Всеукраїнське об'єднання «Батьківщина» | 4                           | 25   |
| Народна партія                                          | 1                           | 6,3  |

#### За округами
| № округу                                                | Прізвище, ім'я, по батькові    | Дата визнання обраним | Освіта  | Партійна приналежність | Відомості про обраного депутата                   |
| ------------------------------------------------------- | ------------------------------ | --------------------- | ------- | ---------------------- | ------------------------------------------------- |
| Народна Партія                                          |                                |                       |         |                        |                                                   |
| 13                                                      | Чеберячко Іван Іванович        | 02.11.2010            | вища    | позапартійний          | СТОВ ЗК"Хор"с, механізатор                        |
| Політична партія Всеукраїнське об'єднання «Батьківщина» |                                |                       |         |                        |                                                   |
| 3                                                       | Гнучий Геннадій Павлович       | 02.11.2010            | середня | позапартійний          | ТОВ ВКФ"САЛДлтд", слюсар монтажник                |
| 10                                                      | Кривошей Анатолій Михайлович   | 02.11.2010            | середня | позапартійний          | тимчасово не працює                               |
| 12                                                      | Кривошей Андрій Михайлович     | 02.11.2010            | середня | позапартійний          | тимчасово не працює                               |
| 15                                                      | Богославець Володимир Іванович | 02.11.2010            | середня | позапартійний          | ОСГ                                               |
| Самовисування                                           |                                |                       |         |                        |                                                   |
| 1                                                       | Шило Людмила Володимирівна     | 02.11.2010            | вища    | член Партії регіонів   | Погребська сільська рада, секретар сільської ради |
| 2                                                       | Пісний Володимир Іванович      | 02.11.2010            | вища    | член Партії регіонів   | СХОВ ЗК"Хоре", механік                            |
| 4                                                       | Суддя Сергій Андрійович        | 02.11.2010            | вища    | член Партії регіонів   | СТОВ ЗК"Хор"с, електромонтер                      |
| 5                                                       | Харченко Петро Володимирович   | 02.11.2010            | вища    | член Партії регіонів   | СТОВ ЗК"Хоре", охоронець                          |
| 6                                                       | Чеберячко Григорій Андрійович  | 02.11.2010            | вища    | член Партії регіонів   | ОСГ                                               |
| 7                                                       | Чабарай Микола Миколайович     | 02.11.2010            | середня | член Партії регіонів   | СТОВ ЗК "Хор"с, слюсар                            |
| 8                                                       | Пенич Ніна Миколаївна          | 02.11.2010            | вища    | член Партії регіонів   | Погребська сільська рада, землевпорядник          |
| 9                                                       | Кривопал Галина Миколаївна     | 02.11.2010            | вища    | член Партії регіонів   | СТОВ ЗК"Хор"с, економіст                          |
| 11                                                      | Богославець Наталія Миколаївна | 02.11.2010            | вища    | член Партії регіонів   | домогосподарка                                    |
| 14                                                      | Проценко Микола Іванович       | 02.11.2010            | середня | член Партії регіонів   | СТОВ ЗК"Хор"с, охоронець                          |
| 16                                                      | Омельченко Григорій Григорович | 02.11.2010            | середня | член Партії регіонів   | стов ЗК""Хорс, механізатор                        |